# Петровская улица (Кронштадт)
Петровская улица — улица в Кронштадте. Соединяет Коммунистическую улицу с Ильмяниновой улицей параллельно улицам Лебедева и Макаровской. К улице примыкает Летний сад Кронштадта, являющийся историческим памятником России; на ней расположен единственный в городе бассейн, и под Пеньковым мостом проходит Обводный канал. На Петровской улице расположено старейшее предприятие города — Морской завод.
Нумерация домов осуществляется с востока на запад. Протяжённость магистрали — 1120 метров.

## История
Известна с XVIII века как улица Святого Петра, названная в честь святого покровителя Петра I. В XIX веке была переименована в Петровскую. 2 ноября 1918 года получила название Октябрьской, под которым просуществовала до 7 июля 1993 года, когда улице было возвращено историческое (нынешнее) название.

## Здания, сооружения, организации
- Дом 1 — Морской завод. Док им. Сургина (Николаевский док)[4];
- Пеньковый мост через Обводный канал;
- Дом 8, корпус 2 — прокуратура Кронштадтского района;
- Дом 10, корпус 3:

1. «Российское воинское братство» (региональное отделение)[5];
2. Торгово-промышленная палата города Кронштадта[1];

- Дом 10, корпус 3, литера А — Морской клуб[6];
- Дом 11 — 81-й спортивный клуб (филиал)[7];
- Дом 16/2 — Дом книги.
- на пересечении Петровской улицы и улицы Аммермана находится Романовский сквер (бывший сквер «Металлист»)  781721201920005. В сквере расположен памятник работникам Кронштадтского морского завода, погибшим в годы Великой Отечественной войны.

## Транспорт
- Автобусы: № 3Кр.

## Пересечения
С востока на запад (по нумерации домов):
- Ильмянинова улица
- улица Мануильского
- улица Аммермана
- улица Комсомола
- Красная улица
- Коммунистическая улица

Кроме того, Петровская улица соединена проездом с Макаровской улицей.